# Reece Mastin
Reece Mastin (nascido em 24 de novembro de 1994), é um cantor e compositor anglo-australiano. Em 2011, foi o vencedor da terceira temporada do programa televisivo The X Factor e assinou contrato com a Sony Music. Lançado como primeiro single, "Good Night" alcançou a primeira posição na Austrália e Nova Zelândia, sendo certificado em ambos os países como disco de platina. A canção logo se tornou a mais vendida por um artista da gravadora. Em dezembro de 2011, foi lançado o primeiro álbum auto-intitulado, que estreou na segunda posição no gráfico australiano e foi certificado multi-platina pela ARIA.
Mastin já começou a trabalhar em seu segundo álbum. "Shut Up & Kiss Me" e "Shout It Out" foram lançadas como primeiro e segundos single do álbum, respectivamente.

## Vida pessoal
Reece Mastin nasceu em 24 de novembro de 1994 em Scunthorpe, Inglaterra, seus pais são Debbie e Darren Mastin. Mastin tem três irmãs. Na idade de sete anos, ele foi diagnosticado com síndrome na orelha, uma doença crônica causada por acúmulo de líquido na orelha e é a maior causa da perda auditiva em crianças. Na idade de 11, Mastin e sua família se mudou para Greenwith, Sul da Austrália, citando buscar oportunidades melhores, como razão da mudança.
Mastin aprendeu sozinho a cantar em uma idade jovem, cantando suas músicas favoritas ao passar nas rádios. Aos 12 anos, ele escreveu suas primeiras composições. Mastin estudou na escola Golden Grove High School. Ele foi aconselhado pelo seu professor de música para prosseguir os seus interesses musicais, que incluíam tocar em várias bandas com amigos e realizando shows acústicos sozinho. Antes de entrar no The X Factor em 2011, Mastin já havia gravado um extended play (EP). Após vencer o reality show, Mastin desistiu de estudar quando estudava o segundo ano do ensino médio - logo depois revelou que está estudando com um professor particular.
Mastin é casado, desde 2014, com a modelo, jornalista, empresária e filantropa canadense-brasileira Daniele Rhiannon Fish, que conheceu durante as gravações do clipe de "Shout It Out", em 2012. Juntos, eles têm um filho, chamado Nicolas Alexander Fish Mastin, de 3 anos.
Curiosidade: Daniele é meio-irmã de Cyrus, vencedor da 7ª temporada de The X-Factor Australia.

## Carreira artística
Mastin conseguiu sucesso após seu teste para a terceira temporada do The X Factor em 2011, cantando a música "Come Get Some" da banda Rooster. Ele finalmente conseguiu se apresentar ao vivo no programa e foi orientado por Guy Sebastian. Em 22 de novembro de 2011, Mastin foi anunciado como o vencedor, e recebeu um prêmio no valor de 100 mil dólares e um contrato de gravação com a Sony Music. Após se anunciado como vencedor do programa, Mastin lançou seu primeiro single, "Good Night" para download digital.
Mastin interpretou as seguintes canções no The X Factor:
| Show                                | Canção                     | Resultado                  |
| ----------------------------------- | -------------------------- | -------------------------- |
| Audição                             | "Come Get Some"            | Para aperfeiçoar a voz     |
| Aperfeiçoamento                     | "Feeling Good"             | Estréia do programa        |
| Aperfeiçoamento                     | "Toxic"                    | Estréia do programa        |
| Show                                | "Best of You"              | Show ao vivo               |
| 1ª Rodada                           | "Closer to the Edge"       | Salvo                      |
| 2ª Rodada                           | "I Kissed a Girl"          | Salvo                      |
| 2ª Rodada                           | "Dream On"                 | Salvo                      |
| 4ª Rodada                           | "Ironic"                   | Salvo                      |
| 5ª Rodada                           | "She Will Be Loved"        | Salvo                      |
| 6ª Rodada                           | "Joker & the Thief"        | Salvo                      |
| 7ª Rodada                           | "Stayin' Alive"            | Preparativo                |
| Confronto final(Parte da 7ª Rodada) | "Always"                   | Salvo por voto dos judaros |
| 8ª Rodada                           | "All by Myself"            | Salvo                      |
| Semi-final                          | "Breakeven"                | Salvo                      |
| Semi-final                          | "Paradise City"            | Salvo                      |
| Final                               | "Come Get Some"            | Salvo                      |
| Final                               | "Dream On"                 | Salvo                      |
| Final                               | "Kids" (com Kylie Minogue) | Salvo                      |
| Final                               | "Good Night"               | Vencedor                   |

### 2011-presente:Reece Mastine segundo álbum

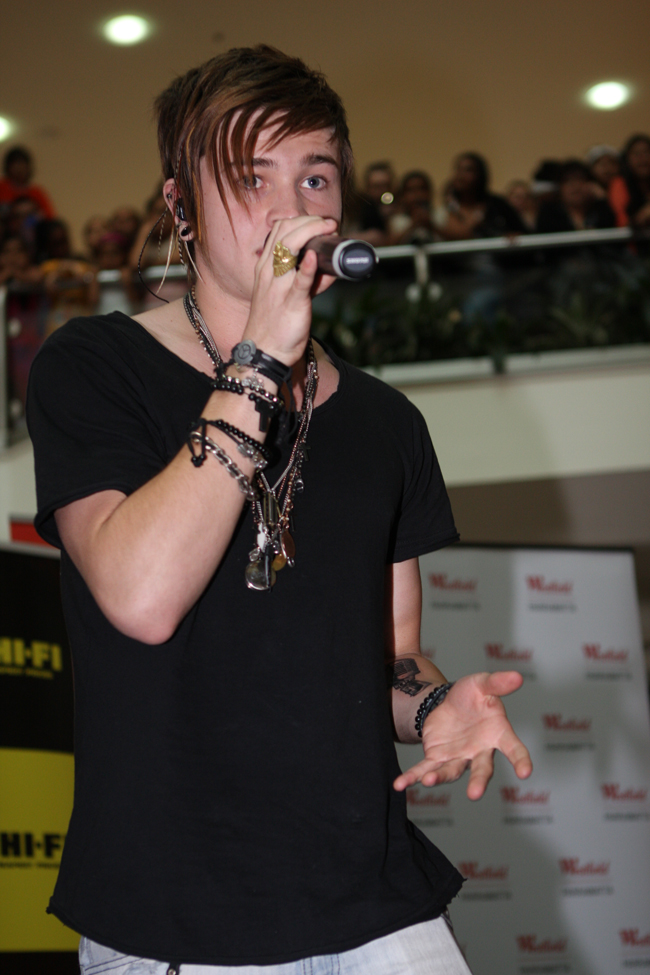
Mastin se apresentando em dezembro de 2011

Se tornando vencedor do The X Factor, Mastin lançou seu primeiro single de trabalho, "Good Night", que vendeu mais de 30 mil cópias no prazo de 24 horas de seu lançamento, e em 24 de novembro de 2011, a faixa vendeu uma média de uma cópia a cada 2,7 segundos, tornando-se a canção mais rapidamente vendida por um artista da Sony Music Austrália. Em 28 de novembro de 2011, a canção estreou na segunda posição do gráfico Australian Singles Chart e foi certificada platina quatupla pela Australian Recording Industry Association (ARIA), por 280 mil cópias vendidas. Na Nova Zelândia, o single chegou ao primeiro lugar e foi autenticado como platina pela Recording Industry Association of New Zealand (RIANZ) após vender 15 mil edições.
O álbum de Mastin, auto-intitulado foi lançado a 9 de dezembro de 2011. O disco é composto por canções interpretadas pelo cantor durante sua participação no The X Factor, bem como o primeiro single, "Good Night". Desempenhou-se na segunda posição na Austrália e em primeiro na Nova Zelândia, recebeu certificado de multi-platina e ouro respectivamente. Para promover o álbum, Mastin embarcou em sua primeira turnê australiana, que começou em 17 de dezembro de 2011 e terminou em 5 de fevereiro de 2012.
Em 12 de dezembro de 2011, Mastin disse à MTV Austrália que ele já escreveu músicas para seu segundo álbum de estúdio. Ele disse: "As músicas têm esse sentimento antigo, mas realmente o som é moderno. Portanto, é uma mistura muito legal de algo que não é realmente o que as rádios tocam neste momento, que eu acho que é legal. ... Muitas delas são sobre meninas, como todas que escrevi. Mas há muita coisa sobre sair com rapazes e ter uma boa noite." Mastin tem estado a trabalhar no álbum com Benji Madden, The Potbelleez e Rimes Lindsay. Sua estréia está prevista para setembro de 2012. "Shut Up & Kiss Me" foi lançado como primeiro single do álbum a 20 de abril de 2012, tendo alcançado a segunda posição na Austrália e a primeira na Nova Zelândia. Foram certificados de ouro em ambos os países. O segundo single, foi "Shout It Out", a capa foi revelada a 23 de junho de 2012 em seu Facebook. Foi lançada para download digital em 29 de junho do mesmo ano.
Mastin irá lançar um DVD em forma de documentário em agosto de 2012, com duração de 40 minutos, contém imagens de suas apresentações no The X Factor e no estúdio. Em entrevista com The Daily Telegraph australiano, ele disse: "Isto dará às pessoas uma chance para ver o que realmente se passa antes de ver-me em feiras ou em lojas ou simplesmente fora de casa."

## Discografia

### Álbuns de estúdio
| Ano  | Detalhes do álbum                              | Melhores posições | Melhores posições | Certificações                    |
| Ano  | Detalhes do álbum                              | AUS               | NZL               | Certificações                    |
| ---- | ---------------------------------------------- | ----------------- | ----------------- | -------------------------------- |
| 2011 | Reece Mastin - Gravadora: Sony Music Austrália | 2                 | 1                 | - ARIA: 2× Platina - RIANZ: Ouro |

### Singles
| 2011                                                      | "Good Night"        | 1 | 1 | - ARIA: 4× Platina - RIANZ: Ouro | Reece Mastin  |
| 2012                                                      | "Shut Up & Kiss Me" | 2 | 1 | - ARIA: Platina - RIANZ: Ouro    | Segundo álbum |
| 2012                                                      | "Shout It Out"      | 1 | 8 | - ARIA: Ouro                     | Segundo álbum |
| "—" denota singles não posicionados nas paradas musicais. |                     |   |   |                                  |               |

### Outras canções
| Ano  | Titulo              | Melhores posições | Melhores posições | Álbum        |
| Ano  | Titulo              | AUS               | NZL               | Álbum        |
| ---- | ------------------- | ----------------- | ----------------- | ------------ |
| 2011 | "She Will Be Loved" | 87                | 32                | Reece Mastin |

## Prêmios e nomeações
| Ano  | Prêmio         | Nomeação     | Categoria              | Resultado |
| ---- | -------------- | ------------ | ---------------------- | --------- |
| 2011 | IT List Awards | "Good Night" | Single of 2011         | Indicado  |
| 2011 | IT List Awards | Reece Mastin | Album of 2011          | Indicado  |
| 2011 | IT List Awards | Ele mesmo    | Australian Male Artist | Indicado  |